# 川口市立戸塚綾瀬小学校
川口市立戸塚綾瀬小学校（かわぐちしりつ とづかあやせしょうがっこう）は、埼玉県川口市藤兵衛新田にある公立小学校。

## 沿革
- 1997年4月1日 - 川口市立戸塚小学校、川口市立戸塚東小学校を分離して川口市立戸塚綾瀬小学校として開校
- 1997年10月30日 - 校歌、校章制定
- 1997年11月11日 - 開校記念日制定
- 2002年1月23日 - 埼玉県立川口東高等学校と第1回交流会を開催
- 2005年4月1日 - 川口市立戸塚南小学校を分離[1]

## 教育目標
- すすんで学ぶ子
- 思いやりのある子
- たくましい子[2]

## 通学区域
- 久左衛門新田 - 全域
- 長蔵2丁目 - 全域
- 長蔵3丁目 - 全域
- 藤兵衛新田 - 全域
- 戸塚鋏町 - 全域
- 戸塚境町 - 全域
- 戸塚東4丁目 - 一部[3]

## 卒業生
- 島村麗乃 - サッカー選手